# Bautista Saavedra
Juan Bautista Saavedra Mallea (ur. 30 sierpnia 1870, zm. 1 maja 1939) – boliwijski polityk, profesor prawa uniwersytetu w La Paz, przywódca Partii Republikańskiej, członek junty rządowej w latach 1920-1921, prezydent Boliwii od 28 stycznia 1921 do 3 września 1925 sprawujący władzę w sposób autorytarny.